# Roy Cooper
Roy Asberry Cooper III, född 13 juni 1957 i Nash County i North Carolina, är en amerikansk demokratisk politiker. Han var North Carolinas guvernör från 2017 till 2025.
Cooper var North Carolinas justitieminister 2001–2017.
2016 blev han den första utmanaren sedan 1850 att besegra en sittande guvernör i North Carolina.Bestört över Coopers seger godkände den republikanskt kontrollerade generalförsamlingen i North Carolina särskild lagstiftning, innan Cooper installerades, för att minska guvernörsämbetets makt.

## Biografi
Cooper föddes i Nash County, North Carolina. Hans föräldrar var läraren Beverly Thorne Batchelor och Roy Asberry Cooper, Jr. Han växte upp i en ort på landsbygden, och sommararbetade  som tonåring på tobaksdlingar. Inför grundutbildningen vid University of North Carolina på Chapel Hill mottog han Morehead-stipendiet. Han valdes till president för universitetets ungdemokrater.

## Guvernör i North Carolina
År 2016 kandiderade Cooper till guvernör i North Carolina mot sittande guvernören, republikanen Pat McCrory. Valet var jämnt, och när de första resultaten visade att Cooper var i ledningen, hävdade McCrory, utan bevis, att det hade förekommit valfusk. Omräkningar resulterade i något högre vinstmarginal för Cooper, och efter en längre juridisk kamp erkände McCrory den 5 december att han hade förlorat.
Roy Cooper omvaldes 2020 genom att besegra republikanen Dan Forest.

## Privatliv
Roy Cooper är gift med Kristin Cooper (född Bernhardt). Paret har tre döttrar.